# Jim Hudson
Jim Hudson é um ex-jogador profissional de futebol americano estadunidense.

## Carreira
Jim Hudson foi campeão do Super Bowl III jogando pelo New York Jets.